# 刘子壮
劉子壯（1609年—1653年），字克猷，号稚川， 明末清初政治人物，湖广黃州府黃岡縣人。

## 生平
生于明万历三十七年（1609年），崇禎三年（1630年）庚午科湖廣鄉試舉人。清順治六年（1649年）考獲狀元，為清朝第三位狀元，授国史馆修撰。顺治九年（1653年）充会试同考官。告歸，不久卒。